# Rohrmast
Ein Rohrmast ist ein aus einem Rohr gefertigter Mast. 
Er wird in abgespannter Form mit kreisrundem Querschnitt häufig als Sendemast verwendet, wobei sowohl ein Einsatz als selbststrahlender Sendemast als auch als Tragmast für UKW- und TV-Antennen möglich ist. Er hat gegenüber einen Gittermast den Vorteil eines ästhetischeren Erscheinungsbildes und des besseren Schutzes der in ihm verlegten Kabel. Auch bietet er in vielen Ausführungen einen Wetterschutz bei Besteigung des Mastes oder für eine eventuell vorhandene Aufzugsanlage. Ein Nachteil von Rohrmasten ist, dass im Inneren der hohen, hohlen vertikalen Säule Feuchtigkeit an den kalten Mastwänden kondensieren und sogar unter Umständen abregnen kann. Weitere Nachteile sind die höheren Baukosten, das höhere Mastgewicht und die erhöhte Gefahr von windbedingten Schwingneigungen anzusehen. Gegen Letzteres werden manchmal Schwingungsdämpfer in den Mast eingebaut, die wie zylindrische Verdickungen aussehen.
Nicht in allen Ländern werden und wurden abgespannte Rohrmaste für Sendezwecke verwendet. Die meisten derartigen Maste existieren in Deutschland, Großbritannien, Frankreich, der ehemaligen Sowjetunion, Tschechien, der Slowakei und Japan. In den übrigen Ländern sind sie sehr selten.
Rohrmaste für Freileitungsmaste sind meist als freistehende achteckige Stahlrohrkonstruktionen ausgeführt, welche keine Innenbesteigung gestatten (Stahlrohrmast).
Eine interessante Sonderform des abgespannten Rohrmastes sind Sendemasten des Typs 30107 KM in der ehemaligen Sowjetunion.